# Ведел
Ведел (њем. Wedel) град је у њемачкој савезној држави Шлезвиг-Холштајн. Једно је од 49 општинских средишта округа Пинеберг. Према процјени из 2010. у граду је живјело 32.137 становника. Посједује регионалну шифру (AGS) 1056050, NUTS (DEF09) и LOCODE (DE WED) код.

## Географски и демографски подаци
Ведел се налази у савезној држави Шлезвиг-Холштајн у округу Пинеберг. Град се налази на надморској висини од 4 – 26 метара. Површина општине износи 33,8 km². У самом граду је, према процјени из 2010. године, живјело 32.137 становника. Просјечна густина становништва износи 950 становника/km².

## Међународна сарадња
| Мјесто     | Држава    | Врста сарадње | Од    |
| ---------- | --------- | ------------- | ----- |
| Бјерингбро | Данска    | партнерство   | 2000. |
| Север      | Француска | партнерство   | 2000. |
| Кодри      | Француска | партнерство   | 2000. |
| Вејен      | Данска    | партнерство   | 2000. |
| Извор      |           |               |       |